# Michel Platini
Michel François Platini (Jœuf, 21 de junho de 1955) é um dirigente desportivo, ex-treinador e ex-futebolista francês de origem italiana que atuava como meio-campista, tendo carreira de destaque enquanto jogador durante os anos 1980, principalmente na Juventus e na seleção francesa, onde ganhou a Eurocopa de 1984. É considerado como um dos maiores jogadores da história do futebol mundial.
Assim como outros célebres futebolistas franceses, como Roger Piantoni, Dominique Baratelli, Bernard Genghini, Jean-Luc Ettori e Bruno Bellone, Platini possui origens italianas, é filho de imigrantes italianos que inclusive foram donos de um restaurante especializado em massas.
A pronúncia de seu sobrenome é originalmente "Platíni", na língua italiana.

## Carreira

### Futebol francês
É tido como um dos maiores jogadores da história do futebol mundial, embora seu início de carreira não tenha sido fácil: promovido precocemente às equipes mais velhas por seu talento, ficava constantemente no banco de reservas devido ao seu físico franzino. Chamou a atenção do Metz aos 16 anos, quando, em amistoso contra o clube da Primeira Divisão Francesa, fez uma partida espetacular pela equipe sub-18 do Jœuf. Os grenats, entretanto, acabaram recusando-no justamente por seu físico, além de uma suposta capacidade respiratória insuficiente.
Platini foi então para o Nancy, então da Segunda Divisão, estreando pela equipe principal aos 17 anos. Aos 18, já era titular. Em 1978, dois anos após estrear pela Seleção Francesa, dava ao Nancy o título da Copa da França e iria com os Bleus para a Copa do Mundo de 1978.
Um ano após o mundial, já como melhor jogador do país, transferiu-se para o Saint-Étienne após ser disputado também por outros dos maiores clubes franceses, como Nantes, Olympique Marselha e Paris Saint-Germain, além da tradicionalíssima equipe italiana da Internazionale.
Nos verts, ganhou a Ligue 1 de 1981, marcando os dois gols da vitória na partida que garantiu o título, contra o Bordeaux. Um ano depois, após grande exibição na Copa do Mundo de 1982, deixou a França rumo às terras de suas origens, contratado pela Juventus — curiosamente, arquirrival da Inter de Milão, que o sondara anos antes.

### Juventus

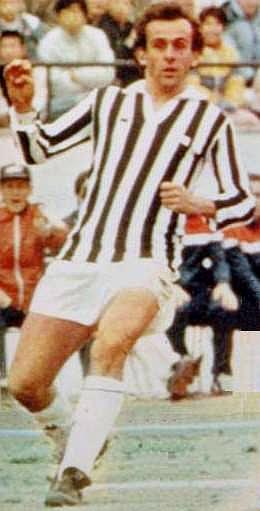
Platini na Juventus.

No clube de Turim, faria história em meio a outros celebrados jogadores, como Dino Zoff, Antonio Cabrini, Roberto Bettega, Claudio Gentile, Gaetano Scirea, Marco Tardelli, Massimo Bonini, Paolo Rossi e Zbigniew Boniek. Em sua primeira temporada, a de 1982/83, terminou artilheiro, uma raridade para estrangeiros estreantes. O scudetto finalmente viria na de 1983/84. Suas exibições e gols ao longo de 1983 foram determinantes para que recebesse sua primeira Bola de Ouro como melhor jogador europeu. O título em 1984, completado com nova artilharia e, semanas depois, com sua brilhante participação na conquista da Eurocopa 1984 com a Seleção Francesa, lhe renderia outra Bola de Ouro. O troféu italiano credenciou a Juventus a disputar a Copa dos Campeões da UEFA.
O mais importante torneio europeu interclubes foi levantado pela primeira vez pela Juventus graças a um gol de pênalti dele, o único na decisão contra o Liverpool, a grande potência da competição. A partida, porém, acabaria manchada pela tragédia de Heysel, onde 39 torcedores bianconeri morreram em decorrência da violência dos hooligans ingleses. A temporada 1984/85 encerrara-se com ele conseguindo sua terceira artilharia seguida na Serie A.
A igualmente consecutiva terceira Bola de Ouro viria ao final de 1985. A Juventus terminou o ano campeã do Mundial Interclubes e em meio à campanha que culminaria em novo título italiano em 1985/86, o segundo de Platini na Vecchia Signora. Platini acabou tornando-se um recordista da premiação da France Football: os neerlandeses Johan Cruijff e Marco van Basten também receberiam a Ballon d'Or três vezes, mas não seguidas.
Platini encerrou seu ciclo na Juventus — e nos gramados — ao fim da temporada 1986–87, com apenas 32 anos, deixando o clube órfão de um jogador que encerrou sua carreira ainda no auge. Apenas em 1995, nove anos após a conquista de 1986, é que o clube voltaria a ser campeão italiano, com o surgimento de outros craques, Del Piero e outro ídolo também francês Zinedine Zidane.

### Seleção Francesa
Recebeu a primeira oportunidade na Seleção Francesa em 1976, estreando contra a Tchecoslováquia  — uma seleção de respeito, que naquele ano seria campeã da Eurocopa. Platini não deixou de marcar em seu debute pelos Bleus, logo demonstrando toda a sua autoconfiança: na jogada, pedira a bola ao capitão Henri Michel, garantindo que faria o gol se a recebesse e cumprindo a "promessa". No mesmo ano, seria o capitão da equipe olímpica da França.
O título com o Nancy na Copa da França em 1978 garantiu sua já sólida presença entre os convocados para a Copa do Mundo daquele ano, realizada semanas depois. A França acabaria sofrendo uma precoce eliminação na primeira fase. A amargura seria um pouco amenizada ainda naquele ano, já após o torneio. A França jogou uma partida amistosa contra a Itália encerrada em um 2–2, em que Platini protagonizou um lance que entraria para a memória do futebol: marcou um gol de falta no ângulo de Dino Zoff, mas o árbitro invalidou o lance, ordenando que a cobrança fosse refeita. Platini cobrou a falta para novamente marcar, colocando a bola no mesmo lugar da cobrança anterior.
No ano de 1981, nos embalos do título francês que conquistou pelo Saint-Étienne liderou a classificação da França rumo à Copa do Mundo de 1982. Na campanha das Eliminatórias, Platini marcou um dos gols da vitória contra os Países Baixos, eliminando os bivice-campeões mundiais. Chegou à segunda Copa já como a grande estrela dos Bleus, a ponto de outro membro da seleção, Jean-François Larios, seu colega também no Saint-Étienne, ter sido imediatamente mandado embora de volta para casa após a divulgação de boatos de que este estaria tendo um caso com a esposa de Platoche. Em sua segunda Copa, ele chegaria ao quarto lugar — e poderia ter sido finalista, não fosse a dramática eliminação nas semifinais para a Alemanha Ocidental (após empate em 1–1 no tempo normal, os franceses chegaram a abrir 3–1 na porrogação, mas os alemães empataram e venceriam nos pênaltis).
Em 1984, Platini liderou os franceses na conquista da Eurocopa daquele ano, o primeiro título da Seleção, marcando nove gols nos cinco jogos da fase final da competição, sediada na França. O título europeu coroaria sua temporada 1983/84, onde fora campeão e artilheiro do campeonato italiano com a Juventus. Dois anos depois, foi à sua terceira Copa, justamente o título de expressão que lhe faltava, consagrado pelas conquistas na Juventus — foi ao México semanas após seu segundo título italiano e um semestre após faturar o Mundial Interclubes.
Já veterano, foi decisivo especialmente nos mata-matas: nas oitavas-de-final, marcou gol na vitória por 2–0 sobre a Seleção do país em que atuava, a Italiana, então detentora do título. Nas quartas, contra o Brasil, marcou o gol de empate em 1–1, resultado que se manteve na prorrogação, levando a partida à decisão por pênaltis. Nela, a maior estrela acabou desperdiçando a sua cobrança, mas, para o seu alívio, a França conseguiu avançar as semifinais — era o dia de seu aniversário, 21 de junho.
Todavia, para a sua decepção, a equipe caiu novamente frente à Alemanha Ocidental. Desta vez, restou o consolo do bronze. Platini despediu-se da Seleção Francesa em abril do ano seguinte, em um amistoso no Parc des Princes contra a Islândia. Após a aposentadoria, as laterais do Parc des Princes foram diminuídas em um metro cada, com a justificativa de que "não há mais ninguém na França capaz de aproveitar esse espaço para lançamentos".

## Pós-aposentadoria
Um ano após se aposentar da carreira de futebolista, tornava-se técnico da Seleção Francesa. Chegou a ficar dezanove partidas invicto no comando dos Bleus, mas não teve o mesmo sucesso dos tempos de jogador. Classificou a equipe apenas para a Eurocopa 1992, onde caiu na primeira fase, sendo dispensado após o torneio.

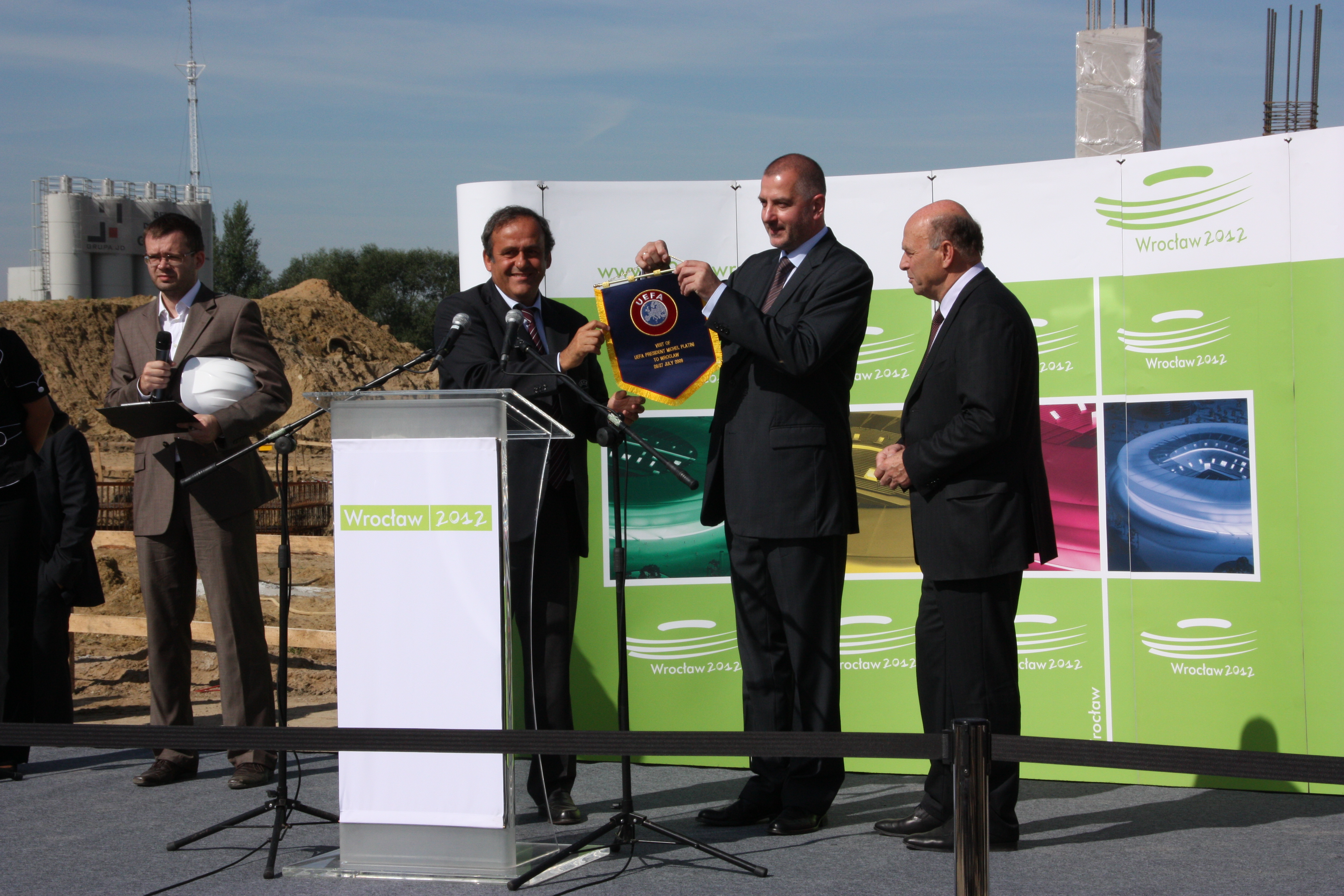
Em 2007, Platini elegeu-se presidente da UEFA. L/R: Michel Platini, Rafał Dutkiewicz e Grzegorz Lato (Wrocław, 2009)

Iniciou trajetória nas entidades de futebol, sendo presidente do Comité Organizador da Copa do Mundo de 1998, realizada no seu país natal. Tornou-se pupilo de Joseph Blatter, e nove anos depois seria eleito presidente da UEFA em modo similar como Havelange chegara à presidência da FIFA em 1974: o brasileiro, na ocasião, conseguira muitos votos de federações de países considerados "periféricos", como os da África e Ásia, prometendo-lhes mais vagas na Copa do Mundo. Platini, na candidatura, declarou-se um "romântico do futebol" e procurou seduzir as federações dos países europeus mais fracos, que não conseguiam ver seus clubes na milionária Liga dos Campeões da UEFA — ao contrário dos tempos em que o francês era jogador e o torneio, aberto para os campeões de todos os afiliados.
Em 26 de janeiro de 2007, com o apoio dos considerados "pequenos", ele conseguiu enfim eleger-se presidente da entidade, derrotando o sueco Lennart Johansson (o mesmo que Blatter, com apoio de Havelange, surpreendentemente derrotara nas eleições da FIFA em 1998), por 27 votos contra 23. Johansson dirigia a UEFA desde 1990 e sempre vinha sendo eleito com unanimidade. A eleição de Platini foi festejada por alguns que esperavam que isso diminuísse a excessiva comercialização que tomava conta do esporte, embora olhares mais atentos afirmem que ele pouco mudará tal enfoque, em nome de suas ambições: desenvolve carreira também na FIFA, onde acredita-se estar sendo preparado desde 1998 para futuramente eleger-se presidente.
Como dirigente, Platini foi também um dos responsáveis por mudanças em certas regras do futebol, como punição com cartão vermelho para falta cometida por trás e proibição ao guarda-redes de tocar com as mãos numa bola atrasada pelos pés de um colega de equipa.
Demitiu-se da presidência da UEFA em maio de 2016, depois de o Tribunal Arbitral do Desporto ter decidido o seu afastamento por quatro anos de todas as atividades ligadas ao futebol na sequência do escândalo motivado pelo recebimento de 1,8 milhões de euros em 2011, por alegado trabalho de consultadoria, sem contrato escrito, pedido por Joseph Blatter, que era presidente da FIFA naquela data.
Em 18 de junho de 2019 foi detido pelas autoridades francesas, por suspeita de corrupção na atribuição do Mundial de futebol de 2022 ao Qatar, sendo libertado após interrogatório.

## Títulos
Nancy-Lorraine
- Copa da França: 1977–78
- Ligue 2: 1974–75

Saint-Étienne
- Ligue 1: 1980–81

Juventus
- Copa Intercontinental: 1985
- Liga dos Campeões da UEFA: 1984–85
- Taça dos Clubes Vencedores de Taças: 1983–84
- Supercopa da UEFA: 1984
- Campeonato Italiano: 1983–84, 1985–86
- Copa da Itália: 1982–83

Seleção Francesa
- Copa dos Campeões CONMEBOL-UEFA: 1985
- Campeonato Europeu de Futebol: 1984

### Prêmios individuais
- Seleção de Futebol do Século XX
- Ballon d'Or: 1983, 1984, 1985
- Onze d'Or: 1983, 1984, 1985
- Guerin d'Oro: 1984
- Melhor jogador do mundo pela World Soccer: 1984, 1985
- Jogador Francês do Ano: 1976, 1977
- Melhor jogador da UEFA Euro: 1984
- Melhor jogador da final da Copa Europeia/Sul-Americana: 1985
- 7º Melhor jogador do Século XX pela IFFHS
- 15º Melhor jogador do Século XX(votos de internautas)
- 6º Melhor jogador do Século XX pelo Grande Júri FIFA
- 5º Melhor jogador europeu do Século XX pela IFFHS
- Melhor jogador francês do Século XX pela IFFHS
- 5º Melhor jogador do Século XX pela World Soccer
- FIFA 100
- Seleção da Eurocopa 1984
- Bola de Ouro Dream Team: Melhor Meio-campista Ofensivo da História — terceiro esquadrão
- IFFHS ALL TIME WORLD MEN'S DREAM TEAM (Time B)[8]
- IFFHS ALL TIME FRANCE MEN'S DREAM TEAM[9]

### Artilharias
- Serie A de 1982–83 (16 gols)
- Serie A de 1983–84 (20 gols)
- Serie A de 1984–85 (18 gols)
- Taça dos Clubes Campeões Europeus de 1984–85 (7 gols)
- Campeonato Europeu de 1984 (9 gols)